# Casas de Garcimolina
Casas de Garcimolina település Spanyolországban, Cuenca tartományban. Casas de Garcimolina Algarra és Vallanca községekkel határos. Lakosainak száma 30 fő (2024).

## Népesség
A település népessége az utóbbi években az alábbiak szerint változott:
| Lakosok száma | 40   | 34   | 29   | 31   | 33   | 30   | 30   | 29   | 29   | 30   |
|               | 2001 | 2004 | 2006 | 2009 | 2011 | 2014 | 2016 | 2019 | 2021 | 2024 |